# Kongōfuku-ji

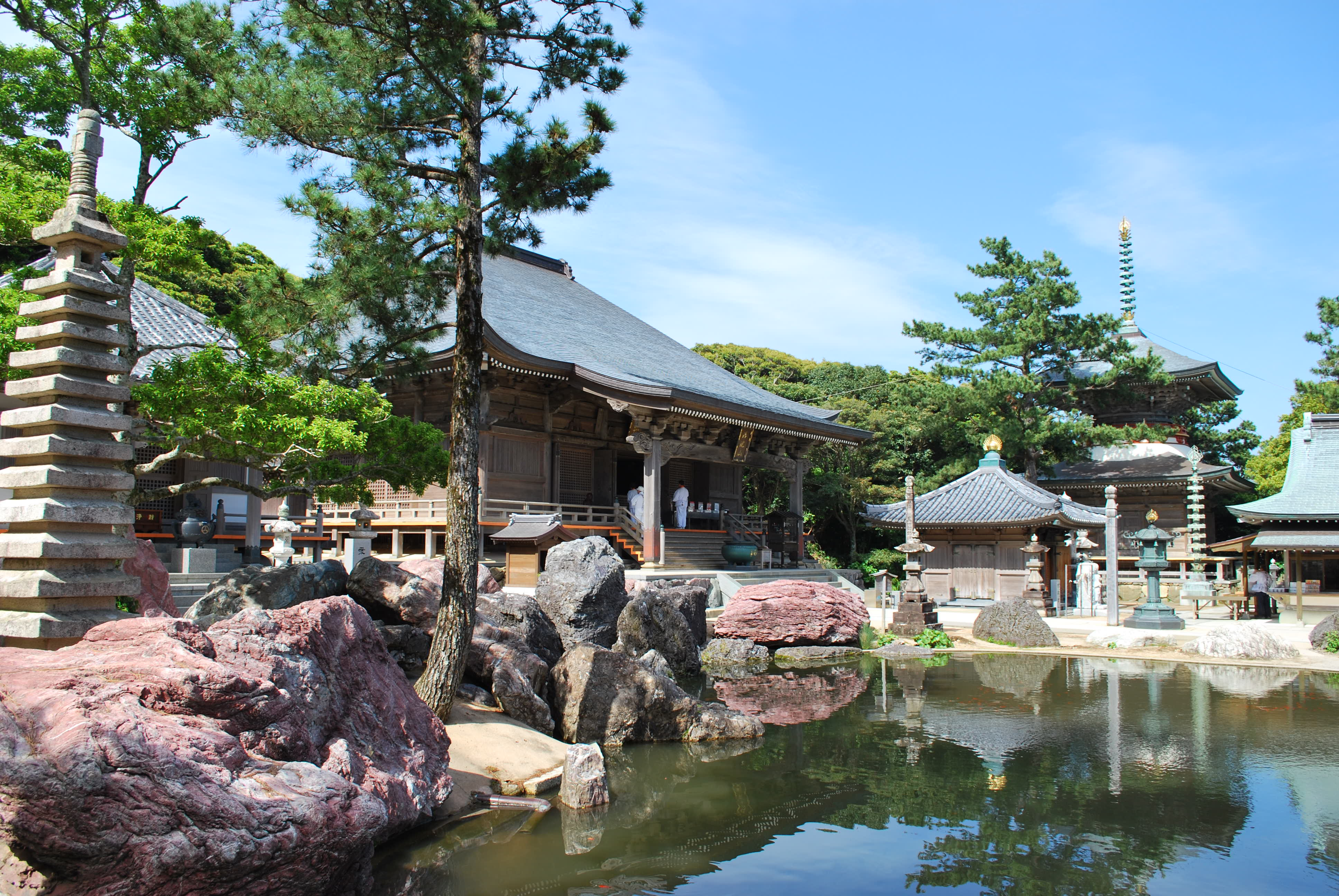
Kongōfuku-ji.

Le Kongōfuku-ji (金剛福寺) est le 38e temple du pèlerinage de Shikoku. Il se trouve dans la municipalité de Tosa-shimizu, préfecture de Kōchi, au Japon.
On y accède après une marche d'environ 83 km depuis le temple 37 Iwamoto-ji. Il est situé près du cap Ashizuri, le point le plus au sud de l'île de Shikoku.
Kukai a fondé le temple en 822 sur le souhait de l'empereur Saga, et a sculpté la statue de Senju Kannon. La croyance dit qu'on peut partir de là pour le paradis (fudaraku) parce qu'il aurait vu Kannon quand il a regardé vers la mer.
Kongōfuku-ji est considéré comme un des plus beaux et des mieux conservés du pèlerinage, parce qu'il a été épargné par les guerres et les conflits.
En 2015, il est désigné Japan Heritage avec les 87 autres temples du pèlerinage de Shikoku.